# Lutenica

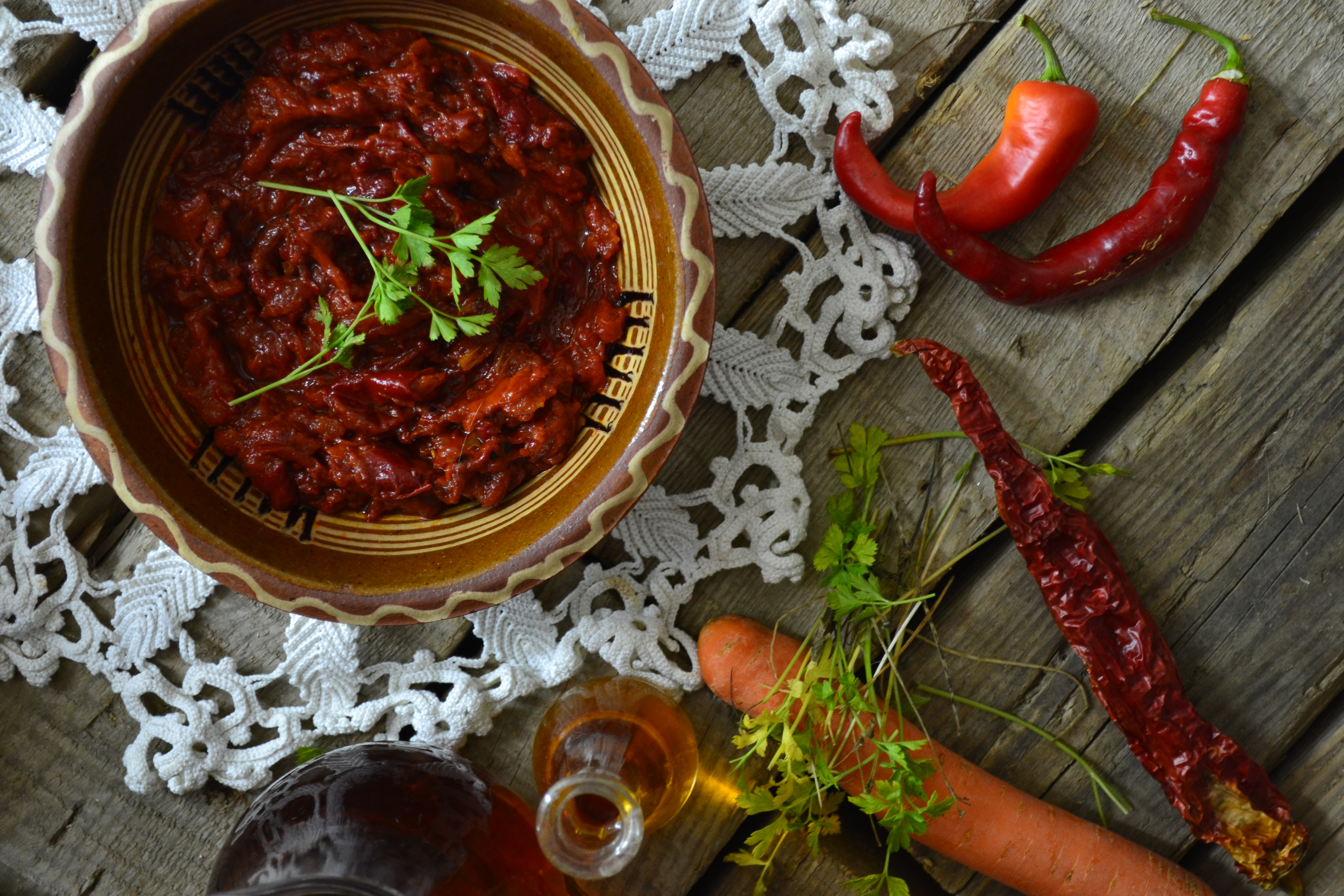

Lutenica, liutenica (bułg. лютеница, serb. љутеница, mac. лутеница) – potrawa będąca warzywnym przetworem, znana z kuchni macedońskiej, serbskiej i bułgarskiej. 
Jest pikantną pastą warzywną bądź gęstym sosem zawierającym nie mniej niż 50% papryki oraz pastę pomidorową i pieczone bakłażany, a w różnych wersjach również marchew, orzechy, olej słonecznikowy, cukier, sól, pietruszkę, pieprz czerwony i czarny. Oryginalny smak lutenica uzyskuje poprzez dodanie kuminu, chilli i czosnku, regionalnie dodaje się do niej ziemniaki. Potrawę przygotowuje się z upieczonej uprzednio papryki, startych na drobno pomidorów, które łącznie z wszystkimi składnikami miele się w maszynce i smaży na oleju. Idealna gęstość uzyskiwana jest wówczas, gdy po zamieszaniu masa z wolna wypełnia miejsce pozostawiane przez łyżkę. Gotowa potrawa nadaje się do przechowywania w szczelnie zamkniętych pojemnikach.
Produkowana na skalę przemysłową lutenica często jest drobno zmielona, a warzywa przygotowywane z pominięciem etapu pieczenia. Bułgarzy sporządzają z niej potrawę z dodaniem cebuli i gotowanego bobu lub fasoli. Wśród wielu sposobów podawania lutenicy bywa ona traktowana jako sos do dań z grilla, smaży się też w niej mięso lub wędliny. Odpowiednia jest jako smarowidło do pieczywa, tortilli, naleśników czy wytrawnych omletów. Z bobem lub fasolą bywa składnikiem przyrządzenia potrawki dla dania głównego. 
Podobnymi potrawami w innych kuchniach bałkańskich są ajvar, pindżur, zacuscă, kyopoolu, biber salçası, adżika i muhammara.